# Celles (Dordonha)
Celles é uma comuna francesa na região administrativa da Nova Aquitânia, no departamento de Dordonha. Estende-se por uma área de 27,83 km². Em 2010 a comuna tinha 598 habitantes (densidade: 21,5 hab./km²).